# FlashPaper
FlashPaper ist ein von Macromedia entwickeltes Konvertierungsprogramm, mit dem über den Druckendialog einer beliebigen Software SWF- oder PDF-Dateien erstellt werden können.
Die mit FlashPaper erzeugten SWF-Dateien haben dasselbe Format wie mit Flash erstellte SWF-Dateien. FlashPaper-SWF-Dateien sind oft bedeutend kleiner als andere Dokumentarten und können auf verschiedenen Plattformen in allen Browsern, die Flash unterstützen, oder direkt im Flash Player angezeigt werden. Die Formatierung, Grafiken, Schriften, Sonderzeichen und Farben des Ausgangsdokuments werden auf allen Plattformen beibehalten, gleichgültig, auf welcher Plattform das Dokument erstellt wurde.
Das Format ist wie PDF für das Betrachten von Dokumenten aus anderen Anwendungen geeignet. Auf Grundlage einer SWF-Datei ist es leicht möglich, eine Art Elektronische Zeitung zu generieren.
Am 21. August 2008 gab Adobe bekannt, dass FlashPaper nicht weiterentwickelt wird.
Alternativen, die auch unter Windows Vista SWF (Flash-Dateien) ausgeben, sind z. B. das freie SWF Printer PRO von ByteScout sowie das kommerzielle Print2Flash von Blue Pacific Software, dem ursprünglichen Entwickler von FlashPaper.